# Instrumentalism
Instrumentalism är en uppfattning inom vetenskapsfilosofi som gör gällande att teorier eller hypoteser ska bedömas efter den utsträckning i vilken de leder till tydliga empiriska förutsägelser eller dylikt. Hypoteser ska alltså ses som verktyg snarare än som beskrivningar av verkligheten. Utöver hypotesernas användning som verktyg finns det inget meningsfullt sätt att tala om deras sanning eller falskhet. Instrumentalismen brukar betraktas som en form av pragmatism och termen myntades av John Dewey.
Inom nationalekonomin brukar Milton Friedmans metod betraktas som instrumentalistisk, då han anser att realismen (eller icke-realismen) hos bakomliggande teoretiska antaganden är oväsentlig, så länge som de hypoteser som teorierna genererar bekräftas genom korrekta förutsägelser.